# Route européenne 105
Pour les articles homonymes, voir E105 (homonymie) et Route 105.
La route européenne 105 est une route reliant Kirkenes à Yalta en passant par Moscou. Elle est d'une longueur de 3 770 km divisée en plusieurs pays, dont 15 km en Norvège, 2 970 km en Russie et 780 km en Ukraine. 

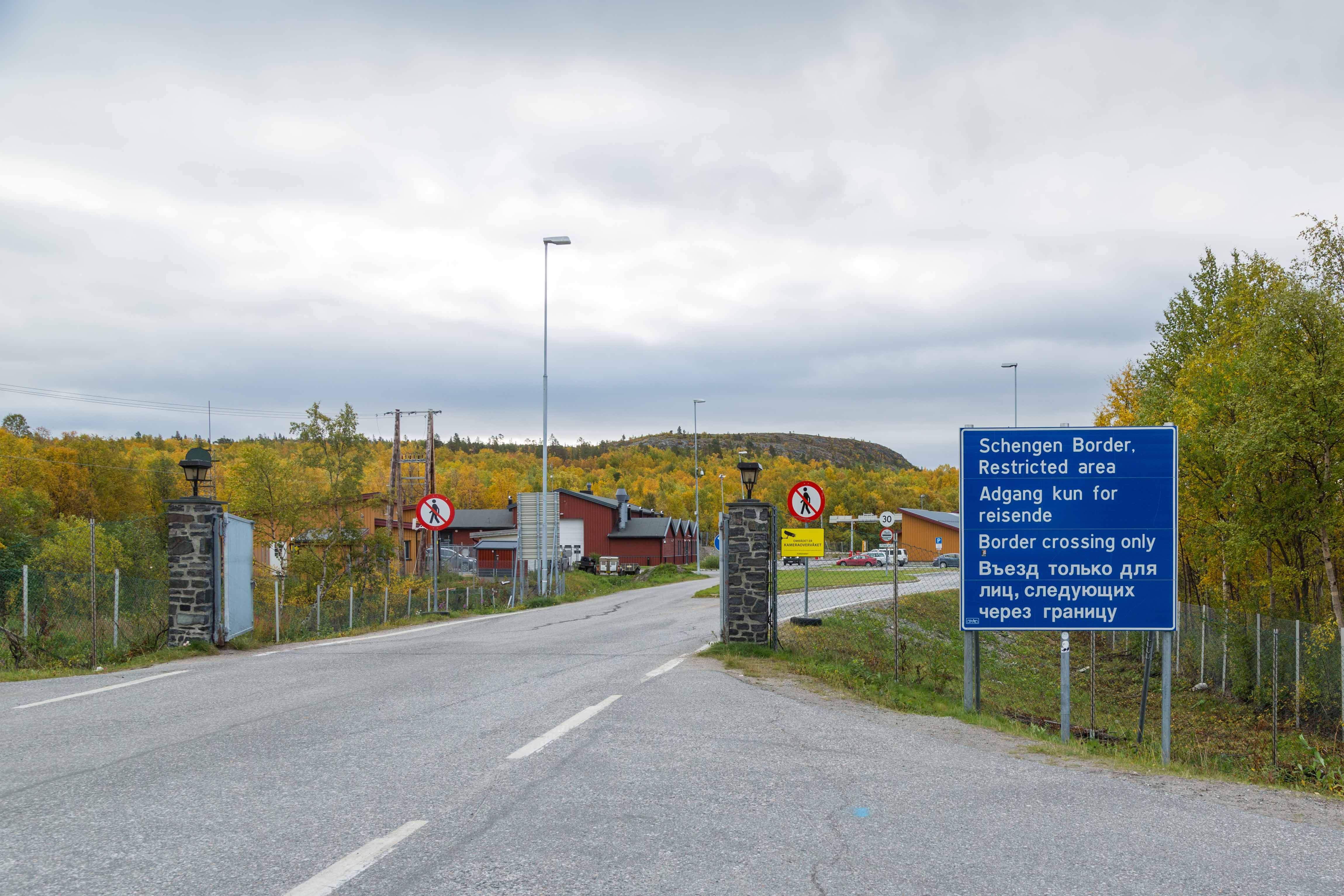
Depuis la Norvège, arrivée par la route européenne 105 au poste frontière de Storskog, avant l'entrée en Russie (2015).

## En Russie

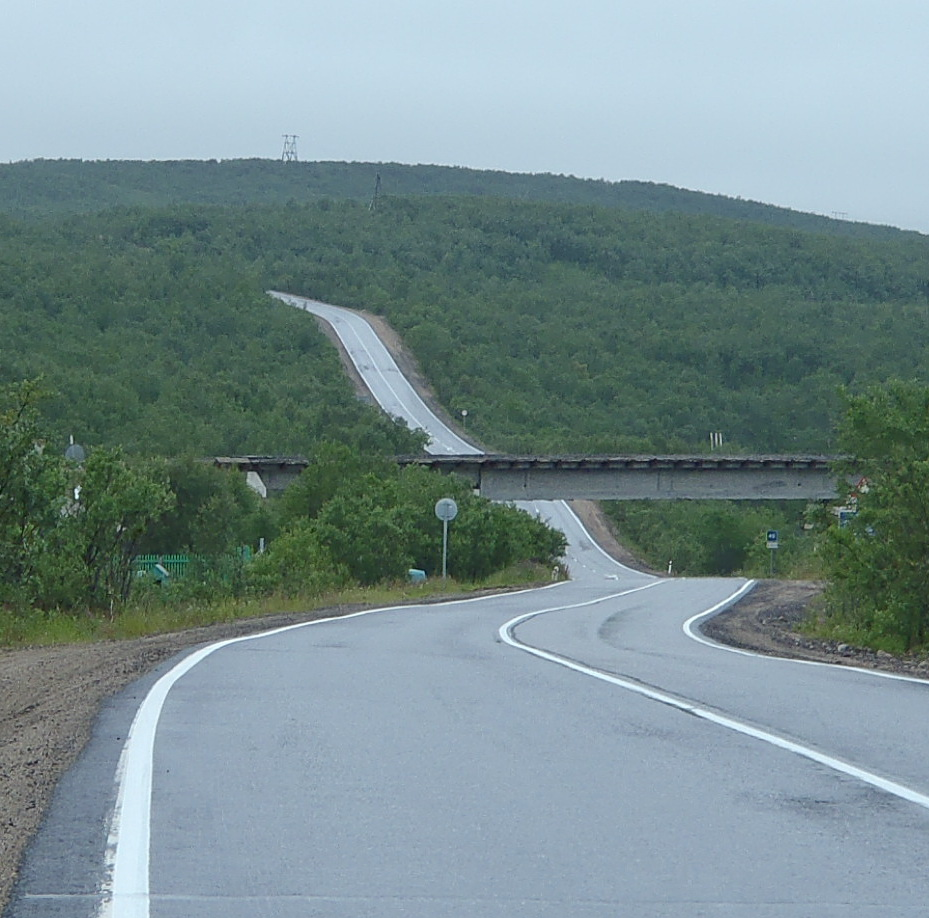
Oblast de Mourmansk.
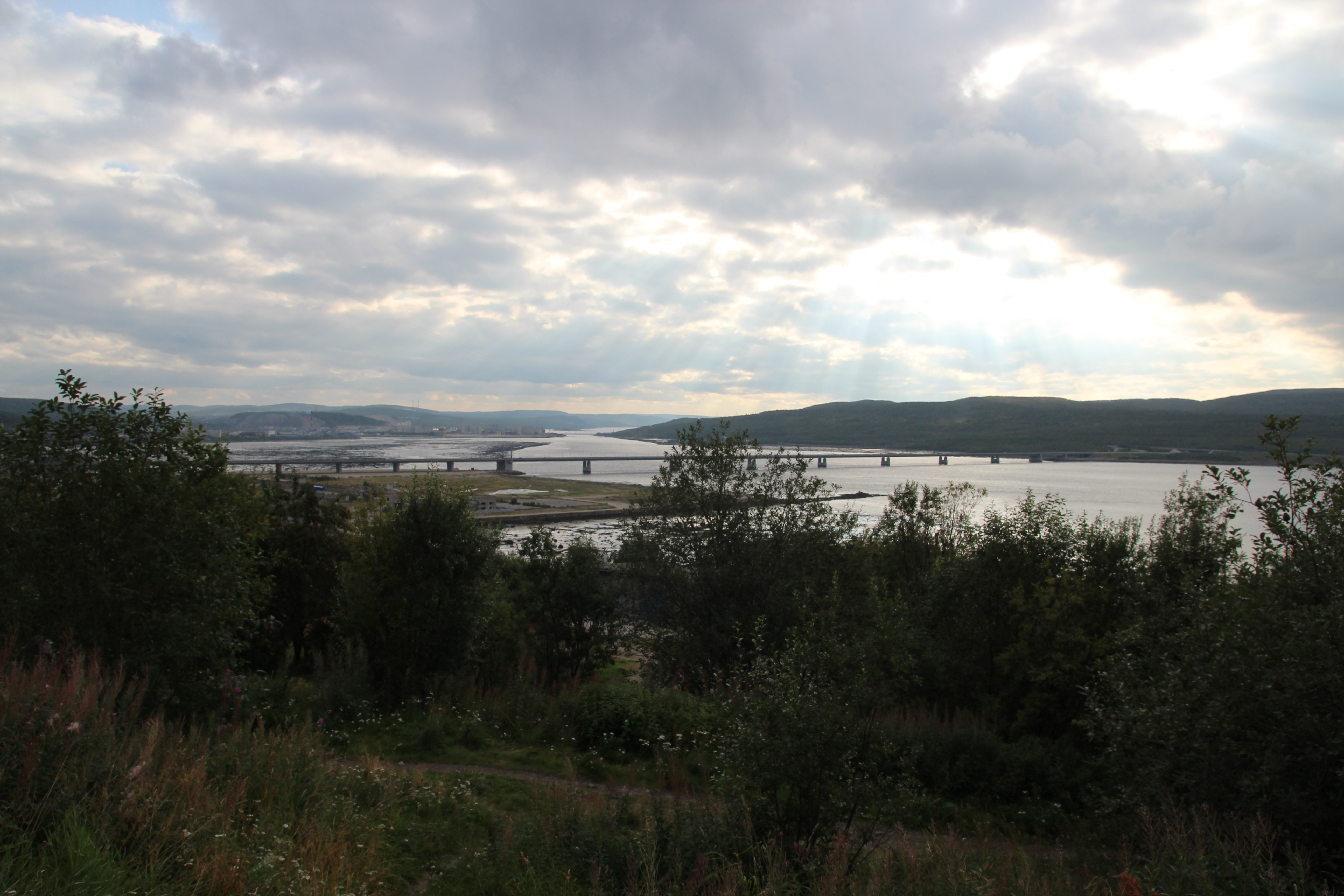
Pont sur la baie de Kola.

## En Ukraine

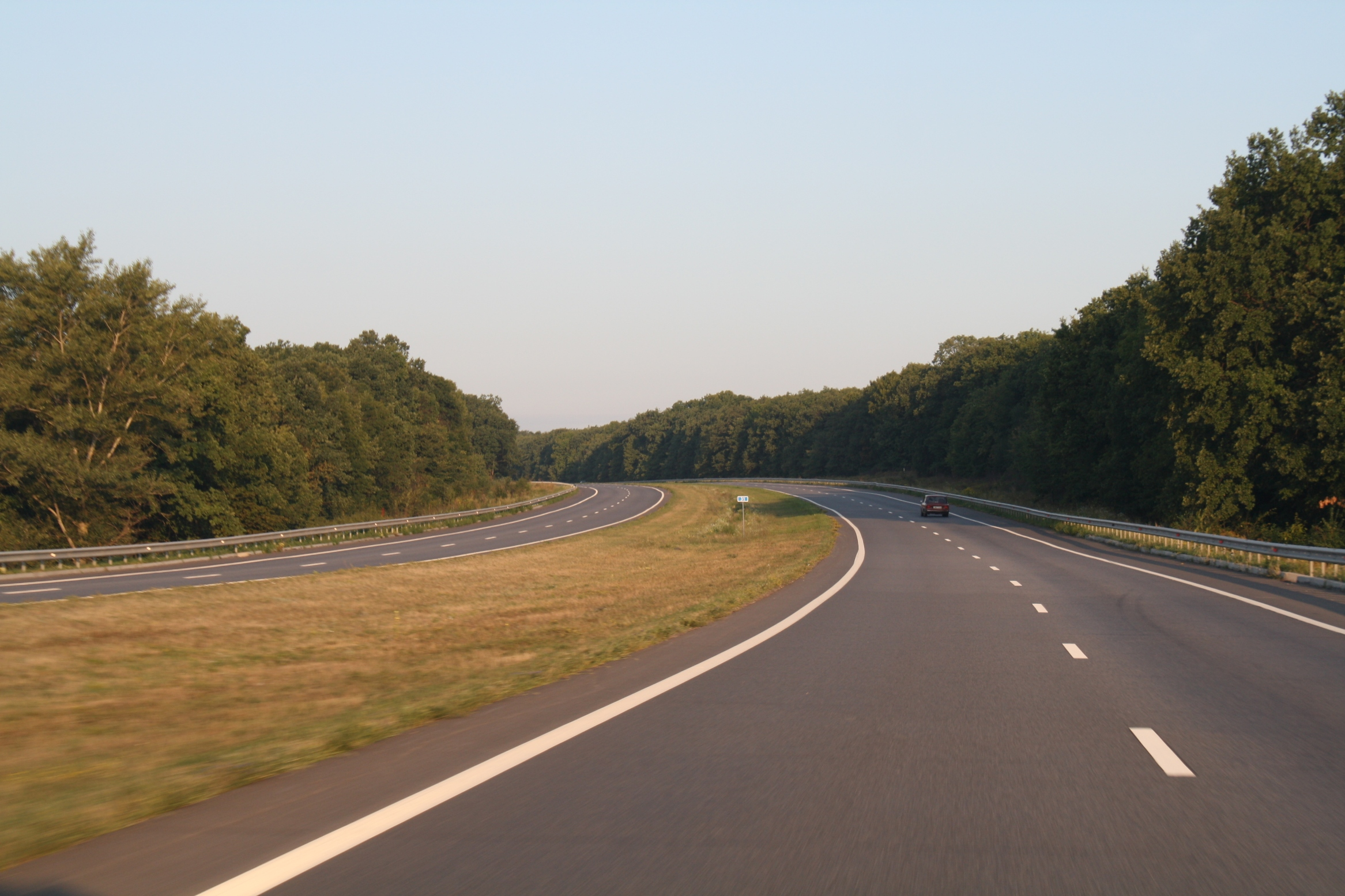
A Rokitne, oblast de Kharkiv.
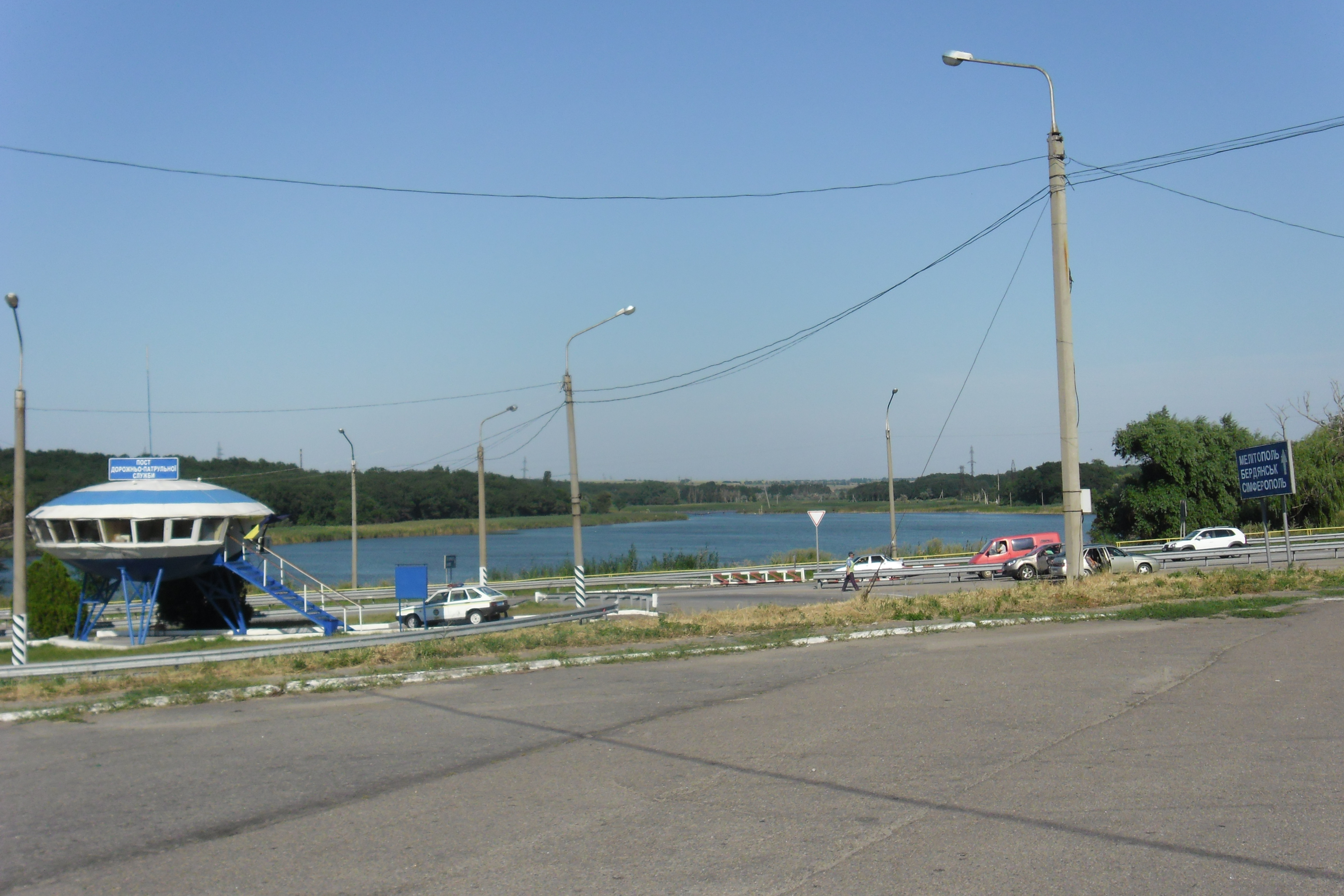
A Vassilivka, oblast de Zaporijia.

## En Crimée

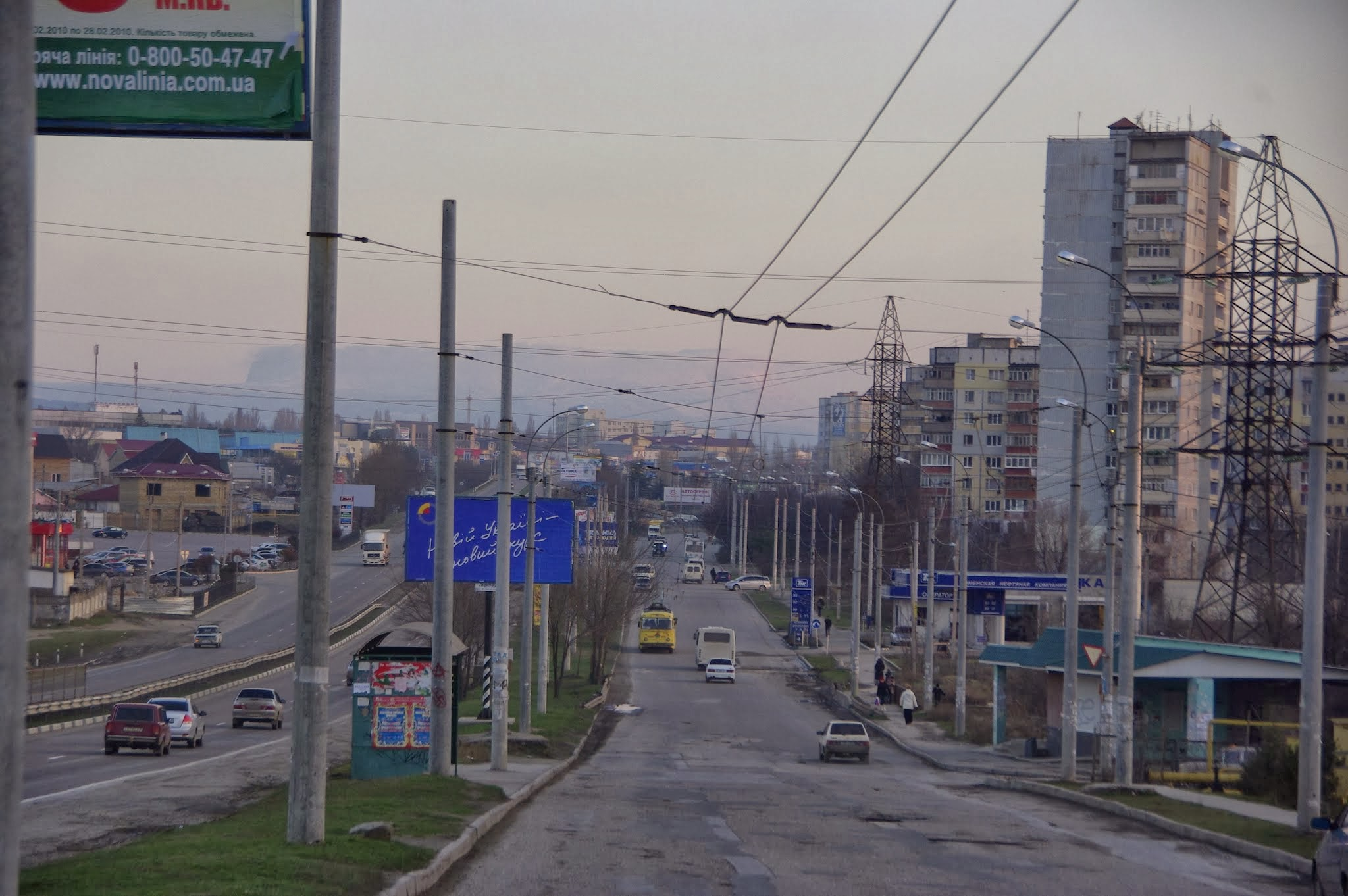
traversée de Simferopol.
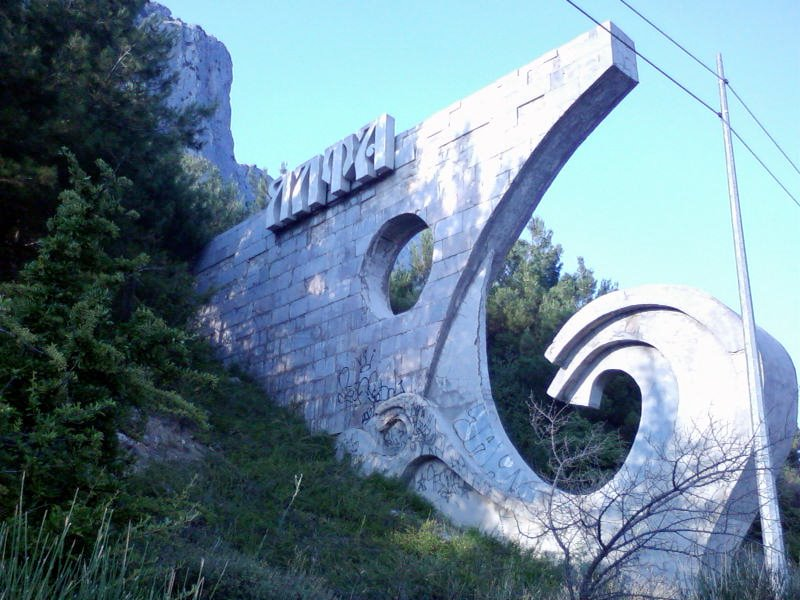
Arrivée à Yalta